# 종범
| |
| 형법 刑法 |
| 형법학 · 범죄 · 형벌 죄형법정주의 |
| 범죄론 |
| 구성요건 · 실행행위 · 부작위범 간접정범 · 미수범 · 기수범 · 중지범 불능범 · 상당인과관계 고의 · 고의범 · 착오 과실 · 과실범 공범 · 정범 · 공동정범 공모공동정범 · 교사범 · 방조범 |
| 항변 |
| 위법성조각사유 · 위법성 · 책임 · 책임주의 책임능력 · 심신상실 · 심신미약 · 정당행위 · 정당방위 · 긴급피난 · 오상방위 · 과잉방위 · 강요된 행위                                     |
| 죄수 |
| 상상적 경합 · 연속범 · 병합죄 |
| 형벌론 |
| 사형 · 징역 · 금고 벌금 · 구류 · 과료 · 몰수 법정형 · 처단형 · 선고형 자수 · 작량감경 · 집행유예                                                                                  |
| 대인범죄 |
| 보통살인죄 · 존속살해죄 · 자살교사·방조죄 |
| 촉탁승낙살인죄 · 영아살해죄 · 낙태죄 |
| 상관살해죄 |
| 폭행죄 · 상해치사죄 · 절도죄 |
| 성범죄 · 성매매알선 · 강간죄 |
| 유괴 · 과실치사상죄 · |
| 대물범죄 |
| 손괴죄 · 방화죄 |
| 절도죄 · 강도죄 · 사기죄 |
| 사법절차 방해죄 |
| 공무집행방해죄 · 뇌물죄 |
| 위증죄 · 배임죄 |
| 미완의 범죄 |
| 시도 · 모의 · 공모 |
| 형법적 항변 |
| 자동증, 음주 & 착오 |
| 정신 이상 · 한정책임능력 |
| 강박 · 필요 |
| 도발 · 정당방위 |
| 다른 7법 영역 |
| 헌법 · 민법 · 형법 |
| 민사소송법 · 형사소송법 · 행정법 |
| 포털: 법 · 법철학 · 형사정책 |
| v • d • e • h |

종범(從犯, 독일어: beihilfe, 영어: accessory offender)은 타인의 범죄행위를 방조하는 자를 말하며, 방조범이라고도 한다. 방조는 도와준다는 의미로서 타인이 범죄행위를 쉽게 하도록 도와주거나 법익침해를 강화하도록 도와주는 행위가 곧 방조이다. 부작위에 의한 교사가 인정되지 않는 것과 달리 부작위에 의한 방조는 얼마든지 가능하다. 즉 방조는 작위에 의하여 정범의 실행행위를 용이하게 하는 경우는 물론, 직무상의 의무가 있는 자가 정범의 범죄행위를 인식하면서도 그것을 방지하여야 할 제반조치를 취하지 아니하는 부작위로 인하여 정범의 실행행위를 용이하게 하는 경우에도 성립된다 할 것이므로 은행지점장이 정범인 부하직원들의 범행을 인식하면서도 그들의 은행에 대한 배임행위를 방치하였다면 배임죄의 방조범이 성립된다." 직무상의 의무가 있는 자(혹은 보증인적 지위에 있는 자)의 또 다른 예로는, 아파트 지하실의 임차인에 대하여 그 아파트 지하실의 소유주, 증권회사의 고객에 대하여 그 증권회사의 중견직원들, 죄수의 탈주를 방치한 교도관이나 절도를 묵인한 수위를 들 수 있다.

## 판례
- 작위는 물론이고 부작위에 의한 종범도 성립할 수 있지만, 정범이 작위범인 경우에는 부작위에 의한 방조자에게 보증인적 지위가 인정되지 않으면 부작위에 의한 종범이 성립하지 않는다.[5]
- 종범이 성립하기 위해서는 방조자에게 자신이 피방조자의 범죄실행을 방조한다는 점에 대한 고의와 피방조자의 행위가 구성요건적 결과를 실현한다는 점에 대한 고의가 둘 다 있어야 한다.[6]
- 간호보조원의 무면허 진료행위 후에 이를 의사가 진료부에 기재하는 행위는 무면허 의료행위의 방조에 해당한다.[7]
- 甲은 여당의 유력 정치가인 乙이 기업인들로부터 뇌물을 수수하기 전에 乙과 기업인들의 면담을 주선하였고, 그 후 乙이 기업인들로부터 뇌물을 받았다면 甲은 수뢰죄의 종범에 해당한다.[8]
- 공무원 또는 중재인이 부정한 청탁을 받고 제3자에게 뇌물을 제공하게 하고 제3자가 그러한 공무원 또는 중재인의 범죄행위를 알면서 방조한 경우에는 그에 대한 별도의 처벌규정이 없더라도 방조범에 관한 형법총칙의 규정이 적용되어 제3자뇌물수수방조죄가 인정될 수 있다[9]
- 동일 죄명에 해당하는 수개의 행위를 단일하고 계속된 범의 아래 일정기간 계속하여 행하고 그 피해법익도 동일한 경우에는 이들 각 행위를 통틀어 포괄일죄로 처단하여야 할 것이고( 대법원 1995. 9. 5. 선고 95도1269 판결, 대법원 2007. 3. 29. 선고 2007도595 판결, 대법원 2009. 8. 20. 선고 2009도4684 판결 등 참조), 이는 방조범의 경우에도 마찬가지이다.[10]
- 뇌물수수자가 공동수수자 아닌 종범에게 뇌물 중 일부를 사례금 등의 명목으로 교부한 경우 뇌물수수자에게서 수뢰액 전부를 추징하여야 한다.[11]

### 편면적 종범
- 편면적 종범에서도 정범의 범죄행위 없이 방조범만이 성립될 수 없다.[12]

### 실행 착수전 범죄
- 종범은 정범의 실행행위 중에 이를 방조하는 경우뿐만 아니라, 실행 착수 전에 장래의 실행행위를 예상하고 이를 용이하게 하는 행위를 하여 방조한 경우에도 성립한다.[13]

### 정범이 누구인지 알 필요가 있는지
- 형법상 방조행위가 성립하기 위해서는 정범이 누구에 의하여 실행되었는가를 확지할 필요가 없다.[14]

### 방조의 개념
- 형법상 방조행위는 정범의 실행행위를 용이하게 하는 직접, 간접의 모든 행위를 가리키는 것으로서 작위에 의한 경우뿐만 아니라 부작위에 의하여도 성립된다.[15]
- 방조자의 인식과 정범의 실행간에 착오가 있고 양자의 구성요건을 달리한 경우에는 원칙적으로 방조자의 고의는 조각되나, 그 구성요건이 중첩되는 부분이 있는 경우에는 그 중복되는 한도 내에서 방조자의 죄책을 인정하여야 한다.[16]
- 인터넷 이용자가 링크 부분을 클릭함으로써 저작권자에게서 이용 허락을 받지 아니한 저작물을 게시하거나 인터넷 이용자에게 그러한 저작물을 송신하는 등의 방법으로 저작권자의 복제권이나 공중송신권을 침해하는 웹페이지 등에 직접 연결되는 경우 링크 행위만으로 위와 같은 저작재산권 침해행위의 방조행위에 해당한다고 볼 수 없다[17]
- 범인도피죄는 범인을 도피하게 함으로써 기수에 이르지만, 범인도피행위가 계속되는 동안에는 범죄행위도 계속되고 행위가 끝날 때 비로소 범죄행위가 종료된다. 따라서 공범자의 범인도피행위 도중에 그 범행을 인식하면서 그와 공동의 범의를 가지고 기왕의 범인도피상태를 이용하여 스스로 범인도피행위를 계속한 경우에는 범인도피죄의 공동정범이 성립하고, 이는 공범자의 범행을 방조한 종범의 경우도 마찬가지이다.[18]

### 방조의 고의
방조범에 있어서 정범의 고의는 정범에 의하여 실현되는 범죄의 구체적인 내용을 인식할 것을 요하는 것은 아니도 미필적 인식 또는 예견으로 충분하다.

### 방조행위 긍정사례
- 도박의 습벽이 있는 甲이 도박의 습벽이 없는 A의 도박행위를 방조한 경우 甲에게는 상습도박죄의 방조범이 성립한다.[20]
- 도박하는 자리에서 도금으로 사용하리라는 정을 알면서 채무변제조로 금원을 교부하였다면 도박죄의 종범이 성립한다.[21]
- 소리바다 서비스를 운영하면서 그 이용자들로 하여금 구 저작권법상 복제권의 침해행위를 할 수 있도록 한 것은 그 방조범에 해당한다.[22]
- 자동차운전면허가 없는 자에게 승용차를 제공하여 그로 하여금 무면허운전을 하게 하였다면 이는 도로교통법위반(무면허운전) 범행의 방조행위에 해당한다.[23]

### 방조행위 부정사례
- 이미 스스로 입영기피를 결심하고 집을 나서는 사람에게 이별을 안타까워하는 의미에서 "잘되겠지 몸조심하라"고 하면서 악수를 나눈 것은 입영기피의 범죄의사를 강화시킨 방조행위가 아니다.[24]

## 같이 보기
- 교사범
- 간접정범